# Americabaetis pleturus
Americabaetis pleturus är en dagsländeart som först beskrevs av Lugo-ortiz och Mccafferty 1994.  Americabaetis pleturus ingår i släktet Americabaetis och familjen ådagsländor. Inga underarter finns listade i Catalogue of Life.